# كامبل (أسطورة)
کامبل (بالإنجليزية: Kambel)‏ إله السماء في أساطير مالينيزيا. وتقول الأسطورة إن كامبل كان يقطع ذات يوم نخله فسمع أصواتا بداخلها واتضح أنهم بشر. وفي ليلة أخرى أراد أن يمسك بشعاع من نور لكنه أفلت منه وصعد إلى السماء وأصبح القمر.